# Rolf Fuchs
Rolf Fuchs es un deportista de la RDA que compitió en luge. Ganó una medalla de bronce en el Campeonato Mundial de Luge de 1965, en la prueba doble.

## Palmarés internacional
| Campeonato Mundial | Campeonato Mundial | Campeonato Mundial | Campeonato Mundial |
| Año                | Lugar              | Medalla            | Prueba             |
| ------------------ | ------------------ | ------------------ | ------------------ |
| 1965               | Davos (Suiza)      | Medalla de bronce  | Doble              |